# نادی‌هوتا
نادْیْ‌هوتا (به مجاری:  Nagyhuta) یک شهرداری در مجارستان است که در بورشود-آبااوی-زمپلن واقع شده‌است. نادی‌هوتا ۳۵٫۰۵ کیلومتر مربع مساحت و ۸۳ نفر جمعیت دارد.